# Anna Bańkowska (samorządowiec)
Anna Bańkowska z domu Kępińska (ur. 20 lipca 1973 w Radomiu) – polska samorządowczyni i nauczycielka, od 2019 roku członkini zarządu województwa zachodniopomorskiego, od 2024 roku w randze wicemarszałka.

## Życiorys
Jest absolwentką Wydziału Chemii Uniwersytetu Wrocławskiego oraz Studium Pedagogicznego na tejże uczelni. Ukończyła także studia podyplomowe w zakresie zarządzania w oświacie oraz podstaw przedsiębiorczości na Politechnice Koszalińskiej, ukończyła również prawo administracyjne i samorządowe na Uniwersytecie Szczecińskim. W latach 1998–2019 była nauczycielką chemii w Zespole Szkół im. H. Sienkiewicza w Kołobrzegu, a w latach 2012–2019 wicedyrektorką Liceum Ogólnokształcącego im. Mikołaja Kopernika.

### Działalność polityczna
Od 2011 roku jest członkinią Platformy Obywatelskiej RP. W 2016 roku została wybrana radną osiedla nr 2 Śródmiejskie w Kołobrzegu. W wyborach parlamentarnych w 2019 roku kandydowała do Sejmu z okręgu 40, nie uzyskała mandatu, otrzymała 904 głosy (0,33% poparcia). 24 października 2019 roku została powołana na stanowisko członka zarządu województwa zachodniopomorskiego, zastąpiła na tym stanowisku wybranego do Senatu Janusza Gromka. W głosowaniu nad jej kandydaturą wzięło udział 28 radnych, 17 radnych było za, natomiast 11 było przeciw. Została członkinią Związku Województw Rzeczypospolitej Polskiej, w ramach którego powołano ją na wiceprzewodniczącą Komisji ds. Kultury i Dziedzictwa Narodowego. W wyborach parlamentarnych w 2023 roku bezskutecznie kandydowała do Sejmu RP z list Koalicji Obywatelskiej, otrzymała wówczas 3708 głosów.
W wyborach samorządowych w 2024 roku uzyskała mandat radnej sejmiku województwa otrzymując 15 428 głosów. 9 maja tego samego roku została powołana na stanowisko wicemarszałka województwa.